# Jörg Schmidt
Jörg Schmidt, född den 16 februari 1961 i Berlin, Tyskland, död den 21 juli 2022, var en östtysk kanotist.
Han tog OS-silver i C-1 1000 meter i samband med de olympiska kanottävlingarna 1988 i Seoul.